# Masato Kudō
Masato Kudō (jap. 工藤 壮人 Kudō Masato; ur. 6 maja 1990 w Tokio, zm. 21 października 2022 w Miyazaki) – japoński piłkarz grający na pozycji napastnika w japońskim klubie Sanfrecce Hiroszima, reprezentant kraju.

## Kariera klubowa
W latach 2009–2015 występował w klubie Kashiwa Reysol. Od 2016 roku gra w zespole Vancouver Whitecaps.

## Kariera reprezentacyjna
W reprezentacji Japonii zadebiutował w 2013 roku. W sumie w reprezentacji wystąpił w 4 spotkaniach.

## Statystyki
| Reprezentacja Japonii | Reprezentacja Japonii | Reprezentacja Japonii |
| Rok                   | Mecze                 | Gole                  |
| --------------------- | --------------------- | --------------------- |
| 2013                  | 4                     | 2                     |
| Razem                 | 4                     | 2                     |